# Serment de Vincennes
Le serment de Vincennes est un engagement pris lors d'une manifestation contre la loi Debré de 1959. Il est symbolique de la guerre scolaire française.

## Contenu
L'année 1959 est une année de guerre scolaire, opposant les laïques aux soutiens de l'école privée. L'historien Jacques Girault qualifie la fin de l'année comme un « long hiver de la laïcité ». À la fin de l'année 1959, la loi Debré institutionnalise le financement public des écoles privées dans le cadre de contrats simples ou d’associations, tout en assurant un contrôle de la puissance publique sur ces écoles.

Le vote de cette loi provoque une forte réaction chez les laïques, qui descendent dans la rue par centaines. Le mouvement de protestation s'organisent et les 400 000 militants laïques se rassemblent sur la pelouse du bois de Vincennes le 19 juin 1960,. Représentant 10 813 697 citoyens pétitionnaires, ils prononcent le serment de Vincennes :
« Nous faisons le serment solennel
- de manifester en toutes circonstances et en tous lieux notre irréductible opposition à cette loi contraire à l’évolution historique de la Nation ;
- de lutter sans trêve et sans défaillance jusqu’à son abrogation ;
- et d’obtenir que l’effort scolaire de la République soit uniquement réservé à l’École de la Nation, espoir de notre jeunesse. »